# 仲村ろみひ
仲村 ろみひ（なかむら ろみひ、1988年10月10日 - ）は、日本のAV女優。

## 人物
- 身長：160cm。
- スリーサイズ：B99（Iカップ）・W60・H86。（ドリームチケット）
- スリーサイズ：B99（Iカップ）・W62・H86。（MOODYZ、kira☆kira）
- 血液型：O型。（ドリームチケット）
- 血液型：A型。（MOODYZ、kira☆kira）
- 出身地：神奈川県。
- 趣味・特技：髪いじり、制服コスプレ、料理。

## 略歴
- 2008年にAVデビュー。

黒ギャル系爆乳AV女優として、人気が高い。

## 出演作品

### アダルトビデオ
2008年
- 103J 99I 98I 90G 88G TOWA ROMIHI FUJIKO HINA SARA（5月19日、OPPAI ［おっぱい］）共演:蜜井とわ、橘ひな、緒川さら、FUJIKO
- ギャル'S ボイン in シンジュク（6月5日、NON）
- H cup SPORTS 仲村ろみひ（6月13日、アップス）
- CHARISMA☆Icup（6月19日、kira☆kira）
- JUN Jカップ ワケあり巨乳はJカップ（7月15日、NON）
- 99cm Icup ROMIHI（7月19日、OPPAI ［おっぱい］）
- 巨乳女子校生5（7月25日、メディアステーション）他出演:澄川ロア、宮崎あい、小宮ゆい
- 巨乳中出しボディボーダー（8月7日、グローリークエスト）
- おっぱい〜ギャルホステス虐め〜（8月7日、桃太郎映像出版）共演:蜜井とわ
- CHARISMA☆MODEL特別編-SEX ON THE BEACH-Vol.3（8月19日、kira☆kira）
- 爆乳快楽アクメ（8月19日、ドグマ）
- ボイン大好きしょう太くんのHなイタズラ 16（9月4日、グローリークエスト）
- 東京GalsベロCity19 接吻とギャルと舌上発射（9月5日、ドリームチケット）
- 巨乳・爆乳 授乳手コキ vol.2（9月5日、映天）他出演:友野みゆき、宮崎あい、月門ゆか、西木美羽、波風きら、里原あみ、中森玲子、辻さき、小澤新音
- 巨乳・爆乳 乳舐め吸い vol.3（9月5日、映天）他出演:安奈久美、黒川梨花、吉沢千里、宮崎あい、中森玲子、波風きら、飯浜紀香、川峰さくら、えみり
- E-BODY 仲村ろみひ（9月13日、E-BODY）
- Big Boin Style III（9月13日、隼エージェンシー）他出演:浅田ちち、香坂百合、宮崎あい、桜井エミリ、青山れあ
- ギャルズライフ（9月19日、ミスター・インパクト）他出演:佐田あゆみ、綾瀬みさ、工藤れいか、夏川るい、愛菜りな、ひなのりく
- 生中出し巨乳ギャル 5（9月26日、メディアステーション）他出演:小坂めぐる、桃咲まなみ、澄川ロア、宮崎あい
- ボクの巨乳SPORTSガールズフルキャスト（10月10日、アップス）
- レイプターゲット 標的にされる6人の女たち（10月11日、隼エージェンシー）他出演:佐田あゆみ、ひなのりく、愛菜りな、工藤れいか、結城かれん
- ザーメン中出し凌辱新任教師（月1日、ワンズファクトリー）
- 巨乳・爆乳 乳イカセ面接 VOL.1（11月7日、映天）他出演:小澤新音、中森玲子、秋乃マロン、山咲奈々美、橘ひな、宮崎あい、波風きら
- Icup99cm爆乳GAL FUCK!（11月13日、MOODYZ）
- kira☆kira フェラチオ学園祭（11月19日、kira☆kira）他出演:友亜リノ、浜崎りお、月野りさ、神谷梨々、高木聖良、早乙女みなき、楓まお、高梨風花、榎本らん、杏樹そら、彩花ゆめ、中山りお、花純、HARUKA
- kira☆kiraALLSTARS ビキニGALS☆巨乳乱交SPECIAL（11月22日、kira☆kira）共演:Marin.、石川みずき、夏川えり、愛菜りな、平井柚葉、渋谷あすか
- 乳王(にゅうおう）〜爆乳天使2009アワード8人勢揃い!!!〜（11月22日、桃太郎映像出版）共演:浜崎りお、辻さき、蜜井とわ、橘ひな、桃咲まなみ、青山ゆい、松坂みるく
- BODY KISS ろみひ（11月25日、デジタルアーク）
- 張り型チンポ自慰2（12月1日、ワンズファクトリー）他出演:青山れあ、うるみゆう、艶堂しほり、白澤フタバ、星野あかり、宮崎あい、モカ、村上里沙、妃乃ひかり
- BOING．101 ボインの母性に没頭する14（12月15日、ドリームチケット）
- BANQUISH 29（12月19日、AVANTGARDE）
- 鬼フェラ地獄 III 星野あかり・仲村ろみひ（12月19日、レアル・ワークス）共演:星野あかり
- 素人コギャルHEAVEN 4時間 NEO 10（12月26日、ケイ・エム・プロデュース）オムニバス作品
- EroBody ろみひ/99cm Iカップ（12月30日、デジタルアーク）

2009年
- デカチチメガネ中出し（1月1日、グローリークエスト）他出演:羽田未来、芽衣奈、前田窓花
- Boin「仲村ろみひ」Box（1月1日、ABC/妄想族）
- 爆乳ハミ出し水着（1月1日、MOODYZ）
- みるきぃHi-スクール #175（1月7日、みるきぃぷりん♪）
- 鬼盛り 第一弾（1月7日、桃太郎映像出版）
- E-BODY野外FUCK VOL.1（1月16日、GLAY'z）他出演:eco、モカ、石川みずき
- 103cmKcup 103cmJcup 99cmIcup 95cmIcup OPPAIソープスペシャル（1月19日、OPPAI ［おっぱい］）共演:浅田ちち、蜜井とわ、YUU
- kira☆kira フェラチオ学園祭 Vol.2（1月19日、kira☆kira）他出演:楓まお、石川みずき、渋谷あすか、梨々花、小坂めぐる、一戸のぞみ、桜井エミリ、沢尻もも美、姫咲まりあ、凛花、明佐奈、愛内あみ、夏川リアナ、掘北ハルカ
- ボディラス3（1月30日、JAMS）他出演:他2名
- ウテルス覚醒痙攣アクメ（2月5日、アイエナジー）
- 全裸体力測定（2月6日、TMA）共演:石川みずき、モカ、eco
- 女子高生とヲジサンのベロベチョ接吻とにゅるぬる手コキ（2月15日、ワープエンタテインメント）他出演:つぼみ、むかいねね、南つかさ、水森あおい、結城かりん、澄川ロア、綾瀬メグ、石川みずき、川上ゆう
- 極嬢GIRLS（2月19日、イエロー）共演:大塚咲、真田春香
- -爆乳づくし- OPPAIBESTFUCK17（2月19日、OPPAI ［おっぱい］）
- 爆乳潮吹き温泉（3月1日、MOODYZ）共演:蜜井とわ、並木るか
- みるスポ!仲村ろみひ（3月7日、みるきぃぷりん♪）
- ジガドリ★オナニー 17（3月7日、ラハイナ東海）共演:他4名
- E-BOIN Hcup OVER 4HOURS（3月13日、E-BODY）
- 爆乳フェラティストの淫らなオクチ（3月19日、エムズビデオグループ）
- 巨乳コギャルズソープランド（3月19日、イエロー）共演:澄川ロア、桜井エミリ、上原まみ
- 巨乳・爆乳 乳舐め吸い BEST 25人（4月3日、映天）
- 爆乳ギャル ファーストフード店員 中出し20連発 仲村ろみひ 204（4月4日、アイエナジー）
- 巨乳女子校生に生中出し 04（4月17日、レアル・ワークス）共演:モカ、ひなの
- 巨乳ナースステーション（4月19日、イエロー）他出演:澄川ロア、宮崎あい、佐伯奈々
- 手コキでベロちゅ〜6（4月19日、イエロー）他出演:小坂めぐる、石川みずき、七瀬ゆうり、水城ひかり、宮崎あい、矢沢もえ、桜井エミリ、くるみ、辻本りょう、山崎まりあ、上原まみ
- 第1回 男優-1GP 覇根。（4月19日、ROOKIE）他出演:南まりん、辻さき、鷹宮りょう、赤西涼、瀬咲るな、大槻ひびき、宝生優果
- Hi-Vision 巨乳極乳PREMIUM（4月24日、TMA）他11名出演
- エロ美少女に騎乗(の）られちゃった僕。（4月25日、アロマ企画）他出演:美花ぬりぇ、芹沢かなえ、国見奈々、RUMI
- 働く女集団 中出しレイプ4（5月1日、ワンズファクトリー）他出演:辻さき、妃乃ひかり、山下優、堀口奈津美、松本亜璃沙
- 突然、責め好き女の子に連続2回しゃぶられちゃった僕。（5月13日 アロマ企画）他出演:芹澤かなえ、真崎寧々、芽衣、西村アキホ
- PLAY GIRL 05（5月18日、レアル・ワークス）共演:桜井侑里
- 第1回 健康成年男子6000人にアンケートをとりました! アナタが選ぶスケベ〜な妄想ベスト10!!（5月19日、ROOKIE）他出演:くるみ（未来）、水森あおい
- 巨乳コギャルズW痴女（5月19日、ROOKIE）共演:澄川ロア
- いい中出し 愛ある中出し お願い中に出して欲しいの NEO 2（5月22日、アイエナジー）他出演:Maki、芽衣
- 背徳の愛人契約（6月18日、アイエナジー）他出演:村上里沙、麻生梨奈
- MEGA ERO BODY（6月25日、ビッグモーカル）他出演:澄川ロア、南まりん、あすかみみ
- スクール水着ローションパイズリ2（7月19日、イエロー）他出演:佐伯奈々、櫻井ゆうこ、小坂めぐる、澄川ロア、鮎川なお、宮崎あい、桜井エミリ、石川鈴華、牧野くるみ、沢木樹里、神田ゆりあ
- 爆乳家庭教師 Fetish Lesson（7月25日、ビッグモーカル）他出演:はるか悠、星乃せあら、千野美帆
- ツンデレギャル（8月25日、ビッグモーカル）共演:沢木樹里、ひなのりく、千野美帆
- キャバ嬢 Gorgeous After（9月25日、ビッグモーカル）共演:Marie、愛菜りな、彩花ゆめ
- ディルドにまたがる女優たち（10月25日、アロマ企画）共演:美花ぬりぇ、浜崎りお、宮崎あい、さくら愛々、北田優歩、大槻ひびき、川上ゆう、つぼみ

2011年
- eroBodys ムチムチ爆乳お姉さん達（4月25日、デジタルアーク）共演:青山ゆい、西木美羽、黒野アリサ、叶彩、鈴香音色、愛あいり、宮崎あい
- egoist case 解禁 5/7（5月25日、デジタルアーク）共演:うるみゆう